# Vale de São Domingos
Vale de São Domingos é um município brasileiro do estado de Mato Grosso. Segundo as estatísticas do IBGE de 2020, o município possui uma população de 3.126 habitantes. O município possui dois distritos sendo eles Máquina Queimada e Adrianópolis.

## História
O povoado iniciou com a denominação de São Domingos. Foi elevado a de distrito de Pontes e Lacerda. Época em que abriga centenas de famílias, vários estabelecimentos comerciais e públicos. Em 10 de Outubro de 1991, o deputado Dionir de Freitas fez a primeira tentativa de emancipação da localidade, via Protocolo de nº 3.076/91 e Processo 413/91. Em 1998, o deputado José Lacerda tentou novamente, por meio do Projeto de Lei nº 12/98.
Hélder Costa, escrivão eleitoral de Pontes e Lacerda, certificou que o então distrito de São Domingos (25º Zona Eleitoral) contava com 2.322 eleitores aptos e dois locais de votação: Patrimônio de São Domingos e Barracão Queimado.
Projeto de Lei e Certidão Eleitoral foram suficientes para que, em 26 de Outubro de 1999 (Decreto Legislativo nº 2.937), o Tribunal Regional Eleitoral autorizasse a realização de plebiscito sobre a criação do município de Vale de São Domingos. E a resposta foi sim.
Assim, o município de Vale de São Domingos foi criado em 28 de Dezembro de 1999 (Lei Estadual nº 7.231), desmembrado de Pontes e Lacerda.

## Geografia
O município de Vale de São Domingos limita-se ao norte com Tangará da Serra, a Oeste com Pontes e Lacerda a Leste com Jauru.

## Política
Lista de prefeitos de Vale de São Domingos:
- Yolanda de Góes - 01 de janeiro de 2001 a 31 de dezembro de 2004
- Anário Vicente Ferreira - Presidente da Câmara Municipal empossado como prefeito interino depois da cassação de Yolanda de Góes - 04 de janeiro de 2005 a 09 de junho de 2005.
- Geraldo Martins da Silva - 10 de junho de 2005 a 31 de dezembro de 2008.
- Geraldo Martins da Silva - 01 de janeiro de 2009 a 31 de dezembro de 2012.
- Daniel Gonzaga Corrêa - 01 de janeiro de 2013 a 31 de dezembro de 2016.
- Geraldo Martins da Silva - 01 de janeiro de 2017 a 31 de dezembro de 2020.
- Geraldo Martins da Silva - 01 de janeiro de 2021 - atualmente

## Religião
Religião no Município de Vale de São Domingos segundo o censo de 2010.
| Religião       | %    |
| -------------- | ---- |
| Catolicismo    | 71,2 |
| Protestantismo | 18,4 |
| Sem religião   | 8,5  |
| Outras         | 1,9  |